# Układ jednostek miar
Układ jednostek miar – uporządkowany, utworzony według określonych zasad, zbiór jednostek miar, za pomocą których można mierzyć wielkości fizyczne wchodzące w skład układu wielkości fizycznych, na którym jest on oparty. 
To oznacza, że aby można było mierzyć np. wielkości cieplne, wśród wielkości podstawowych układu wielkości, musi być wielkość cieplna (np. temperatura), a dla wielkości elektrycznych i magnetycznych musi być wielkość elektryczna (np. natężenie prądu elektrycznego). 
Układy jednostek miar:
- Oparte na układzie wielkości LMT (długość-masa-czas) uzupełnionym ewentualnie o temperaturę, natężenie prądu elektrycznego i inne wielkości podstawowe:
  - CGS
  - CGS ES i CGS EM
  - MKS
  - MKSA
  - MTS
  - SI
  - Anglosaski układ jednostek miar
- Oparte na układzie wielkości LFT (długość-siła-czas):
  - MKGS (ciężarowy)
- Inne:
  - Staropolski układ jednostek miar
  - Nowopolski układ jednostek miar
  - Miary greckie
  - Jednostki Plancka

W Polsce obowiązuje Międzynarodowy Układ Jednostek Miar SI zgodnie z normą PN ISO 31.
Układ jednostek miar jest spójny, jeżeli zależności między jednostkami układu wyrażają się wzorami, w których współczynniki liczbowe są zawsze równe jedności (jeżeli geometria zagadnienia nie narzuca współczynnika różnego od jedności, w postaci stałej matematycznej).